# Thị trưởng
Thị trưởng (chữ Hán: 市長, nghĩa: Trưởng quản/Người đứng đầu của Thành phố) là một chức danh hiện đại được dùng tại nhiều quốc gia để chỉ viên chức cao cấp nhất trong một chính quyền đô thị tự quản (municipality), thành phố (city) hoặc thị xã/thị trấn (town/township). Tại Việt Nam, chức vụ này tương đương với Chủ tịch Ủy ban nhân dân thị trấn, phường, thị xã, thành phố thuộc tỉnh, thành phố thuộc thành phố trực thuộc trung ương, quận và thành phố trực thuộc trung ương.
Trong nhiều hệ thống chính quyền trên thế giới, thị trưởng là chính trị gia được bầu lên để đứng đầu cơ quan hành pháp của địa phương và/hoặc là viên chức nghi lễ đứng đầu các thị trấn hay thành phố. Trên khắp thế giới, có nhiều khác biệt rộng lớn về luật và tục lệ địa phương liên quan đến quyền lực và trách nhiệm của một thị trưởng cũng như cách thức mà một thị trưởng được bầu lên hay được ủy nhiệm.

## Vai trò
Thị trưởng là người đứng đầu và đại diện cho chính quyền địa phương của một thành phố, đô thị tự quản hoặc thị xã/thị trấn. Thị trưởng có quyền bổ nhiệm nhân sự và ban bố các chính sách tại địa phương đó.

## Lịch sử
Thời quân chủ phong kiến tại các quốc gia, chức vụ thị trưởng tương đương với:
- Thái thú (đứng đầu một quận): phong kiến Trung Quốc, phong kiến Việt Nam
- Huyện lệnh (đứng đầu một huyện): phong kiến Trung Quốc, phong kiến Việt Nam
- Tri sự (đứng đầu một huyện): phong kiến Nhật Bản
- Cai tổng (đứng đầu một tổng), Lý trưởng (đứng đầu một làng): phong kiến Việt Nam
- Phủ doãn (đứng đầu kinh đô Huế): phong kiến Việt Nam
- Đốc lý (đứng đầu một thành phố nhượng địa): Thực dân Pháp
- Công sứ (đứng đầu một thị xã nhượng địa): Thực dân Pháp
- Đô trưởng (đứng đầu thành phố thủ đô): Việt Nam Cộng hòa
- Khu trưởng (đứng đầu một đặc khu cấp quận hoặc trung ương): Việt Nam Cộng hòa

## Việt Nam
Trước 30 tháng 4 năm 1975 ở miền Nam Việt Nam, thị trưởng là danh xưng để chỉ những người đứng đầu ngành hành pháp tại các thị xã tự trị của Việt Nam Cộng hòa.
Hiện nay chức vụ Thị trưởng tương đương với Chủ tịch Ủy ban nhân dân Thành phố cấp tỉnh hoặc Thị xã cấp huyện.

## Thuật từ "Mayor" trong tiếng Anh
Thuật từ mayor (từ tương đương trong tiếng Pháp là maire) trong đa số trường hợp có ý nghĩa là thị trưởng nhưng đôi khi cũng được dùng để chỉ quận trưởng, xã trưởng, hay hội đồng trưởng.

### Úc
Đối với các hội đồng tại Úc, Hội đồng trưởng thường là thành viên của hội đồng và đóng vai trò như một người đứng đầu hình thức tại các buổi lễ chính thức cũng như đại diện thẩm quyền của hội đồng trong các cuộc họp. Các quyết định của mayor đề xuất giữa các buổi họp còn phụ thuộc vào hội đồng và phải được hội đồng phê chuẩn hoặc bãi bỏ nếu cần. Các mayor tại Úc có thể được trực tiếp bầu lên qua một lá phiếu có ghi chức danh mayor trong một cuộc bầu cử chính quyền địa phương hoặc có thể được bầu lên cách khác từ trong hội đồng tại một cuộc họp vào tháng 9.
Trong các hội đồng có các ủy viên hội đồng được bầu lên đại diện cho các đảng phái chính trị, mayor thường là người lãnh đạo của đảng giành đa số ghế trong hội đồng.

### Canada
Mayor là người đứng đầu tại đa số các khu tự quản của Canada. Tuy nhiên, một số tỉnh bang của Canada vẫn còn dùng thuật từ reeve để chỉ người được bầu lên đứng đầu một làng nhỏ (trưởng làng), một xã (xã trưởng) hoặc một khu tự quản nông thôn. Những người này thực thi vai trò tương tự như mayor (thị trưởng) của một thị trấn hoặc một thành phố. Những người đứng đầu chính quyền các quận tại Nova Scotia thường được gọi là warden, mặc dù một số quận bắt đầu dùng thuật từ mayor (quận trưởng) để thay thế. Thị trấn Niagara-on-the-Lake, Ontario là khu tự quản duy nhất tại Canada có người lãnh đạo được bầu lên với chức danh theo truyền thống Anh là Lord Mayor.

### Hoa Kỳ

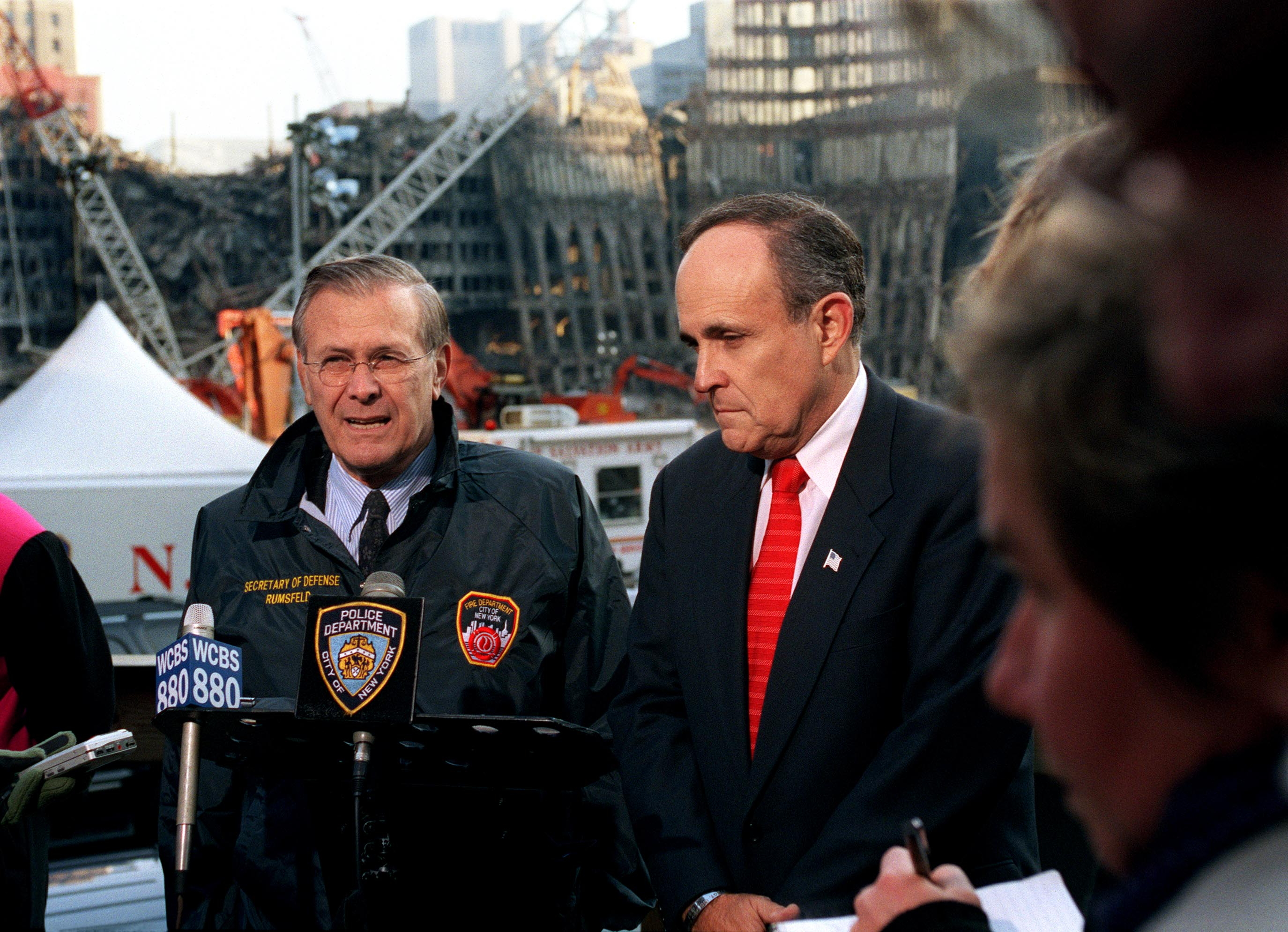
Cựu thị trưởng Thành phố New York Rudy Giuliani (phải) cùng với cựu Bộ trưởng Quốc phòng Hoa Kỳ Donald Rumsfeld (trái) gần nơi Trung tâm Thương mại Thế giới vào ngày 14 tháng 11 năm 2001.

Tại Hoa Kỳ, có một số chức danh mayor khác biệt, tùy theo hệ thống chính quyền địa phương. Dưới chính quyền hội đồng-quản đốc (council-manager government), mayor là một người đại diện thẩm quyền của hội đồng thành phố gồm những người có vai trò ngang nhau (first among equals), tương tự như một người đứng đầu chính quyền của thành phố. Người này có thể chủ tọa hội đồng thành phố, nhưng thiếu quyền hành pháp đặc biệt. Mayor và hội đồng thành phố chỉ phục vụ bán thời gian trong khi việc điều hành thành phố hàng ngày là do một người quản lý nghiệp vụ thành phố (professional city manager) đảm trách. Hệ thống này thường thấy nhất tại các thành phố loại trung có dân số từ khoảng 25.000 đến vài trăm ngàn người, thường là các khu tự quản nông thôn và ngoại ô.
Trong hình thức thứ hai, được biết là chính quyền thị trưởng-hội đồng (mayor-council government), hội đồng và văn phòng thị trưởng là hai cơ quan riêng biệt. Dưới một hệ thống "thị trưởng mạnh" thì thị trưởng đóng vai trò như một hành chánh viên dân cử trong lúc đó hội đồng thành phố nắm quyền lực về lập pháp. Thị trưởng này có thể chọn ra một viên chức hành chánh trưởng để trông coi các ban ngành khác nhau. Đây là hệ thống được dùng tại đa số các thành phố lớn của Hoa Kỳ, chính yếu là vì các thị trưởng phục vụ toàn thời gian và có rất nhiều phạm vi rộng lớn các công việc mà họ phải trông coi. Trong một hệ thống "thị trưởng yếu" thì thị trưởng có vai trò nghi thức hơn. Thị trưởng có quyền bổ nhiệm người đứng đầu các ban ngành nhưng phải chịu sự kiểm soát của hội đồng thành phố. Thị trưởng phải chia sẻ các chức năng hành pháp và lập pháp cùng với hội đồng. Hệ thống này thường thấy tại các thành phố nhỏ hơn, đặc biệt là tại Tân Anh. Charlotte, Bắc Carolina và Minneapolis, Minnesota là hai thành phố lớn nổi bật có thị trưởng nghi thức.